# Прва хируршка пољска болница у Василици
Прва хируршка пољска болница у Василици била је једна од болница српске војске на Солунском фронту у Грчкој, недалеко од Микре, на полуострву Халкидики. Болница  је основана на иницијативу еминентног српског хирурга пуковника Михаила Мике Петровића, од медицинске опреме коју је  даровала контесе Шабан де ла Палис и војни и материјалне подршке Француске чију употребу је одобрио француски санитетски ђенерал Риота („Ruоttе“), начелника санитета Источних арамија. Болницом је командовао санитетски мајор др Љубиша Вуловић, а за главног хирурга постављен је санитетски пуковник др Михаило Петровић, коме ће се тек касније придружити и хирург санитетски пуковник др Милутин Никетић.
Како је болница била подаље од солунског фронта (око 50 км), поред војника стационираних у Микри и локалног становништва Василице у њој су се „лечила и грчка деца“.

## Услови који су претходили оснивању болнице
Оснивању француско-српска болница у Василици, претходио је састанк Британског ратног савета 21. јануара 1916. на коме је учествовао и председник француске владе Аристид Бријан, на коме је одлучено је да се одрже и ојачају савезничке трупе на Солуском фронту и да се Солун претвори у офанзивну базу. Тада је решено и питање где ће бити упућена српска војска после опоравка и реорганизације на Крфу.
Већ средином априла 1916, прве српске трупе су искрцане су на полуоству Халкидики недалеко од Солуна како би се, у близини манастира Хиландара који је за српске војнике имао велику симболичку вредност, увежбавале пред излазак на прве линије фронта.
У јулу 1916, прве српске тупе заузеле су своје позиције на Солунском фронту између Кожуфа и Лерина, поред француских трупа. Иако још непотпуно наоружане и без сопствених позадинских санитетских установа, за јединице српске војске започео је нов период, припрема, реорганизације, стварања и опремања војносанитетских јединица и болница.
Велики проблем српском санитету пртстављала је чињеница што по Париском споразуму, српска војска није имала право на оснивање војних болница, па је требало изнаћи модус како да се овај споразум, оспори или „српском лукавошћу изигра”.

## Оснивање болнице — као облик завере
Разлог оснивања ове болнице, која је била на великој удаљености (50 км) од фронта, у стратешком смислу није био оправдан. Међутим у моралном смислу за српски војни санитет њено оснивање је имало велики значај, па су у том смислу, за њено оснивања, пронађени, следећи, више политички него доктринарни разлози: 
- У Василици и по оклоним селима били су по искрцавању у Микри распоређени припадници српских дивизија.[а]
- У оближњем Суротију, предузимљиви припадници Моравске дивизије уредили су од памтивека познато извориште киселе воде, и изнад њега саградили кућицу, која је била погодна не само за водоснабдевање болнице, већ и као средство које се могло употребити у терапијске сврхе.[б]
- Постојање војних логора и вежбалишта на том простору, навођен је као један од разлога, лако прихватљив и за Французе који су се дословно држали споразума, да се ту оформи и смести једна хируршка пољска болница, са српским персоналом, која би била војна само по декору, јер се тиме – на први поглед – не би кршио Париски споразум, по коме српска војска није имала право на оснивање војних болница.
- Да њена делатност буде мирнодопска, а састојала би се од оперисања килавих, јер и таквих је било после свих оних мука и Голготе.

Имајући наведено може се рећи да је основ  за оснивање болнице била „завера“ скована у српском војном санитету можда још у мају или јуну 1916. године. Документ, који на то указује је писмо пуковника др Романа Сондермајера српској Врховној команди од 14 јуна 1916. године у коме стоји да 
српски санитет покреће питање оперисања килавих, што му је и одобрено истога дана потписом начелника штаба ђенерала Петра Бојовића.
Оснивању болници погодовао је и међународни углед санитетског пуковника др Михајла Мике Петровића, стечен одличним резултатима баш на пољу херниотомија; па је будућа пољска болница била њему намењена.
Нарочито јак аргумент,за оснивање болнице чинили су дарови контесе Шабан де ла Палис. А састојали су се од хируршког прибора довољног за једну операциону салу, операционог стола, прибора за стерилизацију, и рендген апарата, уз који је ишао и француски инжењер Анри Геј.
Како је за оснивање болнице недостајало: шатора, ћебади, постељине, кухиња, снабдевање, осим сагласности за формирање баш такве болнице, требало је добити и материјалну подршку од главног савезника, Француза. На крају је на притисак колеге по скалпелу др Петровића и можда више контесе Шабан, ђенерал Риот попустио, допуштајући да се на мала врата ипак створи пољска болница на овој локацији која би лако могла постати и армијска. Риот није много помагао, али и одмагао, јер је у том тренутку, био најодговорнији за спровођење Париског споразума.

## Оснивање и рад болнице
Прва хируршка пољска болница са радом је отпочела, према документу Врховне команде, који је потписаном од стране начелник санитета др Романа Сондермајера, 10. јула 1916. године. За њеног командира постављен је санитетски мајор др Љубиша Вуловић, који ће на том положају остао до 31. децембра  1916. године. За главног хирурга постављен је санитетски пуковник др Михаило Петровић, коме ће се тек касније као хирург придружити санитетски пуковник др Милутин Никетић.
Рад у болници, највећим делом се поред Петровића заснивао и на медицинарима, од којих се, у документима из Василице 1916. године, помињу само Светислав Барјактаровић и Рус Михајло Карпински. Извесно је, међутим, да је уз Петровића тада био и Радован Данић, али о томе нема званичног трага. Овој тројици ће се касније прикључити медицинар Ђорђе Жујовић.
У Василици је као инструментарка у хиируршкој сали радила и контеса Шабан де ла Палис, што је било од необичне важности. Јер је сукоб између Петровића и ђенерала Риота тек долазио, а контеса је била увек спремна да стане на страну др Петровића, и код Риота издејствује одређне уступке.

Током августа месеца 1916. године после жестоке офанзиве непријатеља, уследила је контраофанзива савезничких (и српских) трупа, Горичевска битка, потом и борбе за Кајмакчалан, које је пратило на хиљаде рањеника. Али, због велике даљине Василици они у ову болницу нису стизаали.  Били су то тужни дани за санитет српске војске, јер је у врема највећих санитетских губитака на слолунском фронту 
...отац српске ратне хирургије оперисао килаве. Стиснутих зуба, јер му је ваљало да најпре испуни тај задатак. А када га је испунио, одлучи да Прву хируршку пољску болницу примакне ближе фронту. Што му не беше допуштено.

## Сеоба
Имајући на располагању 14 рага, „седам арапа и седам мазги“ Пуковник др Петровић је уз помоћ Британаца, од којих је затражио помоћ, целолупну опрему болнице и људство камионима пребацио на ново одредишта, ближе линији фронта где је хируршка помоћ рањеницима била потребнија.

Како је премештање болнице др Петровић радио на своју руку, не бађ сасвим јер је начелник српског војног санитета санитетски пуковник др Роман Сондермајер о свему о томе морао бити обавештен, али му није могао бити од користи, то је натерало Французе да се понашају опрезно и одбијајуће, а др Пол Риот, неко време се „правио глув”, не помажући али и не одмажући, јер за тим није било потребе, јер је знао да је без његове помоћи Прва хируршка пољска болница била непокретна. 
И тек пошто је, у очекивању британских камиона, болница била спакована, и беше извесно да се сели, тек тада Петровићу стиже строго наређење (Риотово?): Не можете! Ми, Французи вас снабдевамо.

Након што је бројним преговорима попустио отпор ђенерала Риота, Петровићу се одселио из Василице; 
...без иједног важног папира потписаног његовом руком. А то је значило да Прва хируршка пољска болница никоме није додељена, ни отпослата.
 Раставши се са Британцима, који су му помогли камионима око пресељења болнице, у Фуштанима, Петровић се нађао у незавидној ситуацији препуштен самом себи. Улогорили су се и распремили, али за њих није било посла ни снабдевања. Па је Петровић морао да крене даље у трагања и у мољакања.
Када је Петровић застао у Вертекопу (данас Скидри), препуној војних установа и болница, одлучио је да болницу смести у Драгоманцима (данас Апсалос), који су били недалеко од Вертекопа, и са њим повезани уска пругом и недалеко од фронта. Била је то идеална локација за болниицу, по мишљењу Петроовића.
Након што је Петровић у Другој Армији код француског интенданта добио помоћ, око снабдевање, као уи подршку др Поповић у својству начелника санитета, извршен је   пренос болниче опреме из Фуштана у Драгоманце.
По размешату у Драгоманцима, болница је добила назив Прва хируршка пољска болница Врховне команде, и по први пут као војна формација увршћена у састав јединица Друге српске армије.

Петровић је тада могао да одахне и забележи:
„На бојишту, код Друге Армије у Драгомацима, од 22 септембра 1916. године.“ По грегоријанском календару 5. октобра 1916. године. „Болница: 6 шатора, 120 болесничких места, операциона сала и рендген“.